# کرنفورد، نیوجرسی
کرنفورد (به انگلیسی: Cranford) شهری در ایالت نیوجرسی کشور ایالات متحده آمریکا است که جمعیت آن در سرشماری سال ۲۰۱۰ میلادی، ۲۲٬۶۲۵ نفر بوده‌است.